# 楊焉
楊焉（英語：Carol Yeung，1988年6月23日—），原名楊麗華，別名楊梓瑤，前香港少女模特兒，外號「浸大咪神」，出生於香港。在2008年，曾參加香港動漫節《Bandai Girl》選舉大賽並成為冠軍。早前亮相《美女廚房》，現已退出娛樂圈，轉型為瑜伽導師。

## 生平
關於楊焉出道前經歷，存在多個版本。甚至有報章曾引用網友指出、楊梓瑤居住於新界大圍新翠邨，及後搬遷至美田邨，隨後更接連指出她曾隆胸，墮胎及吸毒，但她一概否認。
2005年開始成為私影模特兒，2008年，參加香港動漫節「Bandai Girl」選舉，並獲得冠軍。
2009年，成為ATV賽馬資訊節目「馬上全接觸」Racing Angel。同年，參加TVB節目「美女廚房(第二輯)」環節「美少女廚神」，性感打扮令她成為話題人物，憑此契機，楊焉正式加入娛樂圈。。
2010年6月，挾2008年掀起的書展「o靚模(嫩模)」寫真風潮，於香港書展推出其寫真《Huge》，但由於寫真照片尺度大膽，被傳媒及知名人士一一抨擊。後來，與書展文化活動顧問成員之一的伍曼儀博士對話中，楊焉指自己的寫真與19世紀著名畫家巴勃羅·畢卡索一樣，而畢卡索的畫作都有裸女出現，故此自己的寫真並不意淫而是藝術。
7月，有報道指楊梓瑤挾浸大銜頭博出位，太過招搖引起校方不滿，覺得會影響學校聲譽，擬開會研究取消其副學士資格。
12月23日上映由葉念琛執導的電影《婚前試愛》，楊梓瑤與周秀娜擔演兩大女主角，片中與男主角羅仲謙有激烈床上戲。
2013年，由於之前兩年經常生病，家人決定為她改名為楊焉，期望減少病痛，並簽約成為陳百祥旗下藝人，卻被傳媒指她與前公司Starzpeople合約仍未完結。
其後在2014年，楊焉已向潮藝娛樂解約，曾轉為辦公室文員工作，其後楊焉曾學習泰拳、參與站立綜合格鬥比賽。近年她考獲瑜珈導師資格，正式轉型為瑜珈教練。

## 寫真集
- 2010年6月 《HUGE》峇里寫真集CAROL楊梓瑤

## 電影
- 2009年《死神傻了》（客串）
- 2010年《婚前試愛》(寶，配角)
- 2011年《猛男滾死隊》(小倩，配角)
- 2011年《戀夏戀夏戀戀下》[14]
- 2011年《人約離婚後》（客串）
- 2011年《猛鬼愛情故事》[15]（客串）
- 2013年《溝女不離三兄弟》
- 2014年《微交少女》（客串）

## 參與演出MV
- 2007年：自白書（陳曉東）

## 外部連結
- 楊焉 「Fitz」個人網誌 （页面存档备份，存于）
- 楊焉Instagram （页面存档备份，存于）
- 楊焉Carol的微博 （页面存档备份，存于）
- 楊焉個人網誌 （页面存档备份，存于）
- 楊焉在香港影庫上的簡介